# William Stanhope, 1. Earl of Harrington

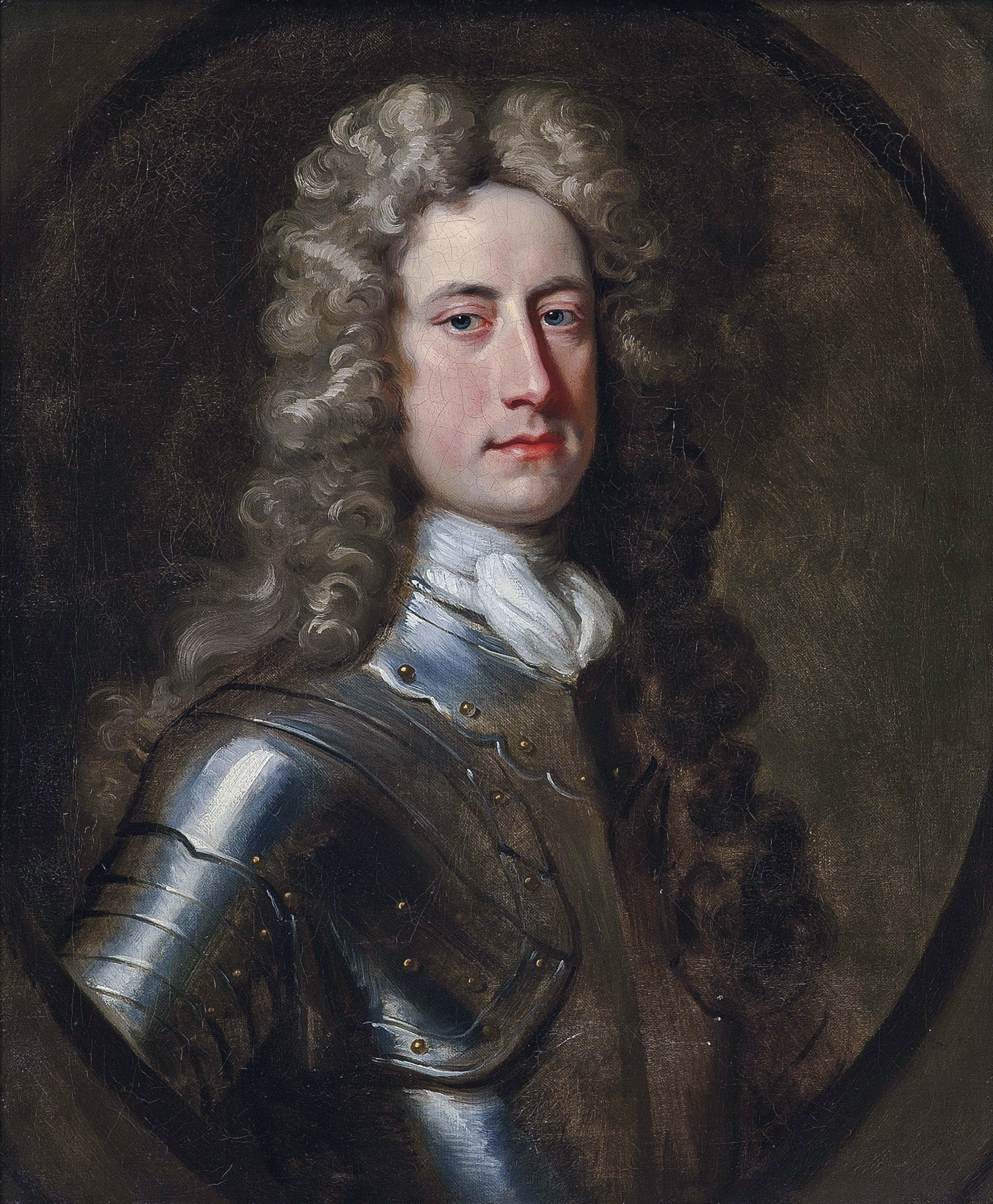
William Stanhope, 1. Earl of Harrington

William Stanhope, 1. Earl of Harrington (* um 1683; † 8. Dezember 1756) war ein britischer General, Diplomat und Politiker.

## Leben
Er war der dritte Sohn des John Stanhope, Gutsherr von Elvaston in Derbyshire aus dessen Ehe mit Dorothy Agard. Er besuchte das Eton College, absolvierte eine juristische Ausbildung und wurde 1704 am Inner Temple als Barrister zugelassen. 1741 wurde er als Fellow in die Royal Society aufgenommen.

### Militärische Karriere
Während des Spanischen Erbfolgekriegs trat er 1703 als Lieutenant der 2nd Foot Guards in die British Army ein, bevor er zu den 3rd Foot Guards wechselte und in Spanien eingesetzt wurde. Bis 1710 stieg er zum Lieutenant-Colonel auf. Im März 1711 wurde er Colonel eines Linieninfanterieregiments (vormals Lepell’s Regiment of Foot), das nach ihm Stanhope’s Regiment of Foot genannt wurde und im November 1712 im Vorfeld des Friedens von Utrecht (1713) aufgelöst wurde. Von 1725 bis 1730 war er Colonel des späteren 13th Regiment of Dragoons, das nach ihm Stanhope’s Regiment of Dragoons genannt wurde. 1735 wurde er zum Major-General, 1739 zum Lieutenant-General und 1747 zum General befördert.

### Diplomatische Karriere
Von 1717 bis 1718 war er britischer Gesandter in Madrid, von 1718 bis 1720 in Turin und 1720 erneut in Madrid. Von 1721 bis 1727 und von 1729 bis 1730 war er britischer Botschafter in Madrid.

### Politische Karriere
1715 wurde er erstmals ins britische House of Commons gewählt. Er war dort von 1715 bis 1722 Whig-Abgeordneter für Derby, 1727 für Steyning und von 1727 bis 1730 erneut für Derby. 1727 wurde er ins Privy Council aufgenommen. Am 6. Januar 1730 wurde er als Baron Harrington, of Harrington in the County of Northampton, zum erblichen Peer erhoben. Er wurde dadurch auf Lebenszeit Mitglied des House of Lords und schied aus dem House of Commons aus. Am 9. Februar 1742 wurde er auch zum Earl of Harrington und Viscount Petersham, of Petersham in the County of Surrey, erhoben und amtierte von 1742 bis 1745 als Lord President of the Council. Von 1746 bis 1750 amtierte er als Lord Lieutenant of Ireland.

## Ehe und Nachkommen
Um 1718 heiratete er Anne Griffith, Tochter des Colonel Edward Griffith. Sie starb 1719 bei der Geburt von Zwillingssöhnen:
- William Stanhope, 2. Earl of Harrington (1719–1779) ⚭ 1746 Lady Caroline Fitzroy, Tochter des Charles FitzRoy, 2. Duke of Grafton;
- Hon. Thomas Stanhope (1719–1743).